# Лассила, Калле
Калле Лассила (фин. Kalle Lassila; род. 23 января 1985, Ветели, Вааса) — финский лыжник, участник Олимпийских игр в Ванкувере. Ярко выраженный специалист спринтерских гонок.

## Карьера
В Кубке мира Лассила дебютировал в 2005 году, в декабре 2007 года первый раз попал в десятку лучших на этапе Кубка мира, в спринте. Всего на сегодняшний день имеет на своём счету 8 попаданий в десятку лучших на этапах Кубка мира, 6 в личных и 2 в командных гонках. Лучшим достижением Лассилы в общем итоговом зачёте Кубка мира является 49-е место в сезоне 2008-09.
На Олимпиаде-2010 в Ванкувере занял 10-е место в спринте.
За свою карьеру принимал участие в двух чемпионатах мира, лучший результат 11-е место в спринте на чемпионате-2009 в чешском Либереце.
Использует лыжи производства фирмы Fischer.